# 예천 예천권씨 초간공파 종택
예천 예천권씨 초간공파 종택(醴泉 醴泉權氏 草澗公派 宗宅)은 대한민국 경상북도 예천군 용문면 죽림리에 있는 조선 전기의 기와집이다. 1984년 12월 24일 대한민국의 국가민속문화재 제201호로 지정되었다.

## 개요
낮은 뒷동산을 배경삼아 경사진 곳에 동남향으로 자리잡은 조선 전기의 기와집이다. 현 소유자의 13대조 때 지은 것으로 임진왜란 이전의 건축이다.
오른쪽 앞으로 돌출한 사랑채(보물 제457호)는 높은 기단 위에 짓고 주위에 난간을 돌려 누집모양으로 꾸몄다. 왼쪽으로 후퇴시켜 'ㄱ'자로 지은 안채도 2단으로 높이 쌓은 기단 위에 지었다. 안채로 들어가는 중문 앞에 여러단의 계단을 설치하여 건물 전체가 높고 웅장해 보인다. 안채의 오른쪽으로는 안사랑채가 자리잡고 있으며, 안사랑채의 마루쪽으로는 사랑채와 연결되어 있다.
사당은 안채 오른쪽 뒷편에 있다. 사당의 문틀 중앙에 수직으로 중간설주가 서 있는데, 그 단면이 T자형으로 문받이를 겸하고 있으며 윗쪽으로 밀어올려서 떼어낼 수도 있게 되어있다. 출입문에 중간설주가 있는 예는 다른 곳에서도 찾아볼 수 있지만, 붙였다 떼었다 하는 것으로는 유일하다.
보존상태가 양호한 조선 전기의 우수한 주택으로, 조선 시대 주택의 구조와 양식연구에 중요한 자료이다.
지정 당시 명칭은 '예천권씨종택(醴泉權氏宗宅)'이었으나, 초간 권문해(權文海)는 예천권씨 시조의 5세손 중 제일 끝집인 오상공(五常公)의 장손임에 따라 '예천권씨종택'으로 유지할 경우 대외적으로 예천권씨 계보상 제일 큰집의 종택으로 오인될 수 있어, 예천권씨 종친회의 명칭변경 요청과 소유자의 동의로 명칭을 변경하였다.

## 같이 보기
- 예천권씨 초간종택 별당 - 보물 제457호